# آرموا، اوتا-سووا
آرموا (به فرانسوی: Armoy) یک کمون در فرانسه است که در canton of Thonon-les-Bains-Est واقع شده‌است. آرموا ۴٫۹۵ کیلومتر مربع مساحت دارد.